# ニルスのふしぎな旅

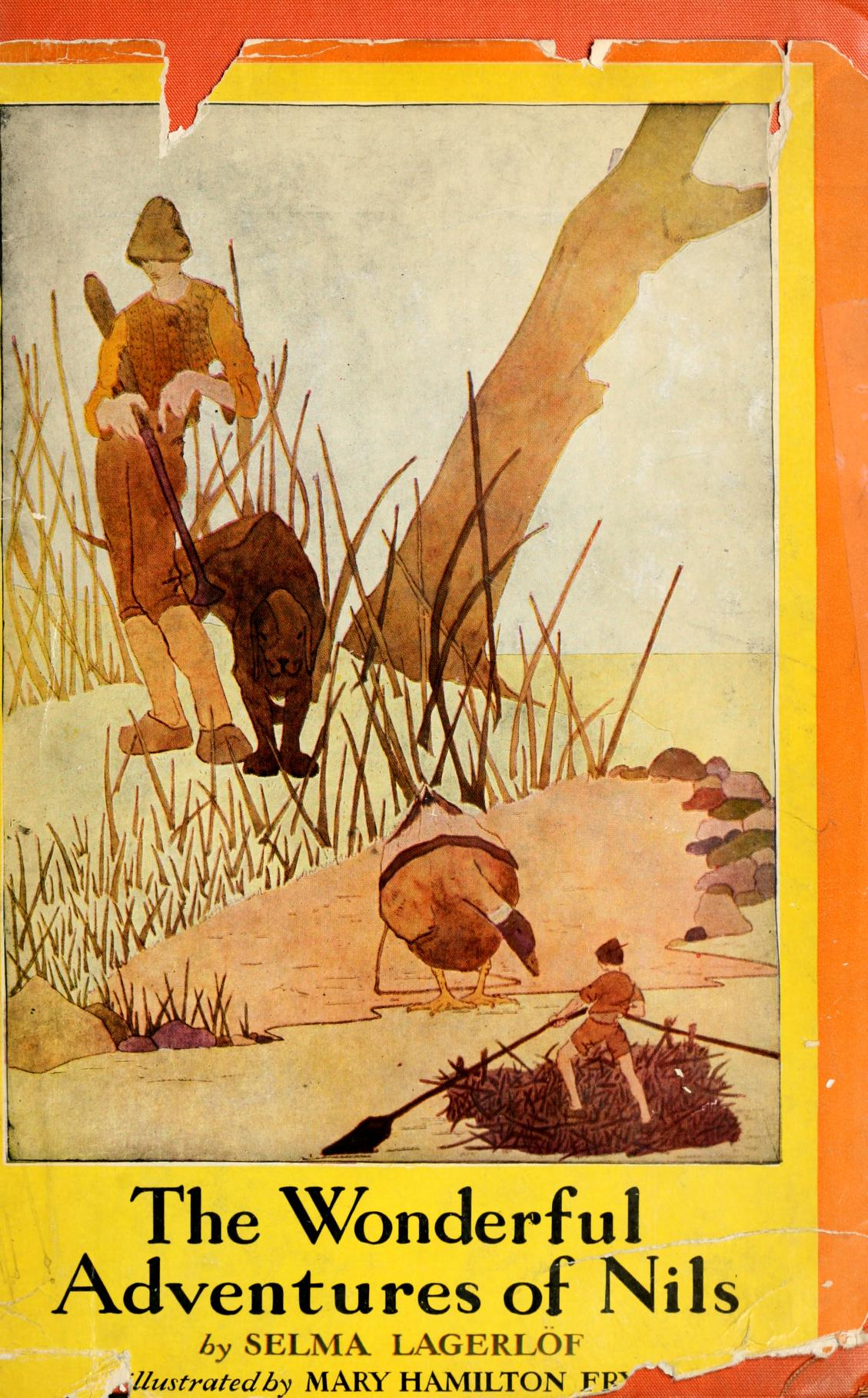

『ニルスのふしぎな旅』（ニルスのふしぎなたび、スウェーデン語：Nils Holgerssons underbara resa genom Sverige／ニルス・ホルガションの素晴らしきスウェーデン旅行」）は、スウェーデンの女性作家セルマ・ラーゲルレーヴが執筆した児童文学。1906年に第一部、1907年に第二部刊行。
14歳の少年ニルス・ホルガション少年がトムテ（妖精）によって小人にされ、ガチョウのモルテンやガンの群れと一緒にスウェーデン中を旅する。この物語は、スウェーデンの子供たちが自国の地理を楽しく学べるようにスウェーデンの国民学校教員協会の読本作成委員会がセルマ・ラーゲルレーヴに執筆を依頼したものである。
1955年以降2回、アニメーション作品が制作された他、1962年にスウェーデンにて実写映像作品が、2011年にスウェーデン・ドイツにて、実写およびCGによる映像作品が製作された。
スウェーデンの20クローナ紙幣の表面には、作者セルマ・ラーゲルレーヴの肖像が、裏面にはモルテンに乗っているニルスの絵が印刷されている。またスウェーデンの地図制作会社Tele Atlas社（2007年、世界三大メーカーの一つでもあるオランダのトムトム傘下になった）のロゴマークのモチーフにもなっている。

## あらすじ
スウェーデン南部・西ヴェンメンヘーイに住むわんぱくでいたずら好きの少年ニルスは、いつも家畜をいじめてばかりだった。

ある日曜日の朝、両親が教会に行って留守の間にニルスは妖精を見つけて捕まえるが、妖精に魔法をかけられ、小人にされてしまう。小さくなったニルスは動物の言葉を理解できるようになるが、普段いじめられていた家畜たちはニルスの小さな姿を見てここぞとばかりに復讐しにかかる。ガチョウのモルテンがたまたま通りかかったガンの群れに「飛べない鳥」とからかわれ、悔し紛れに飛び立ったところ、モルテンを捕まえようとしたニルスも一緒に飛び立ってしまう。ニルスとモルテンは、ガンの群の女隊長アッカに認められ、ガンたちと一緒にラップランドを目指して旅することになった。

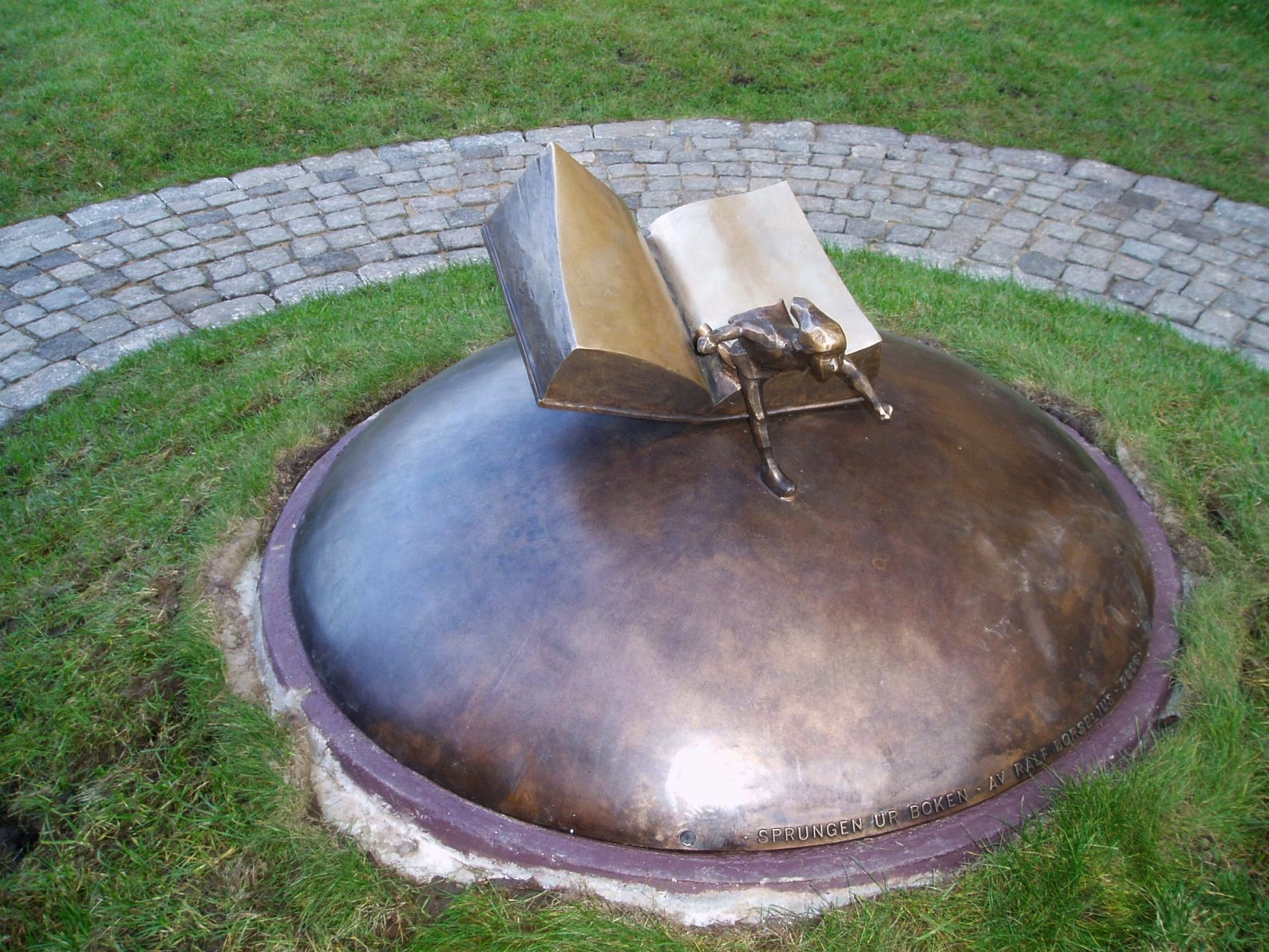
カールスクルーナのニルス小像

ニルスはモルテンの背中に乗ってガンたちと共に空を飛び、様々な土地を訪れる。ニルスはアッカ隊長やモルテンをはじめガンの仲間に、時には励まされ時には厳しい叱咤を受ける。行く先々で様々な動物たちと出逢い、触れ合ううち、ニルスは次第に成長していく。
やがて一行はラップランドに到着し、ひと夏を過ごす。秋になり、今度は南のスコーネ地方を目指して再び帰路へと旅立つ。ニルスの家が近づくと、アッカ隊長はニルスに妖精からの伝言として、元に戻るにはモルテンの命を生け贄に差し出さなければならないと宣告する。一足先にモルテンがニルスの家へ帰ると、ニルスの両親はモルテンを売るために絞め殺そうとする。ニルスは、思わずモルテンを殺してはいけないと叫び、気が付くと人間に戻っていた。
帰ってきたニルスが勤勉な少年に成長したことに両親は喜ぶ。人間に戻ったことで鳥の背中には乗れず動物の言葉もわからなくなったニルスは、夜明けと共に飛び去ってゆくガンの仲間たちに別れを告げた。

## 主な登場人物
ニルス
本名「ニルス・ホルガション」。スコーネ県スクルプ市西ヴェンメンヘーイ（全て実在する）に住む。妖精に悪戯したために、罰として小さくされ農場を追われてしまい、ガンの群れと共に冒険に出る。
テレビアニメでの一人称は「おれ」だが、「ぼく」も時々使っていた。ずるくていたずらばかり、動物たちをいじめてばかりの性格だったが、冒険を通じて次第に成長していく。
モルテン
農場の生活を捨てて、ガンの群れと共にラップランドに旅立ったガチョウ。ニルスの相棒。
アッカ
群れの隊長。雌のガン。原作では「ケブネカイセの―」と冠が付く。フィンランド語で魔女を表す。
ユクシ
雄のガン。群れのサブリーダー。フィンランド語で1を表す。テレビアニメではグンナー。
カクシ
雌のガン。群れのマドンナ的存在で、別種のはずのモルテンにさえも優しく接する。フィンランド語で2を表す。テレビアニメではイングリット。
ズル
動物カーニバルにおいて狼藉を働いたため動物社会から追放されたキツネ。テレビアニメではレックス。執拗にアッカの群れを襲おうとするが、その度ニルスに煮え湯を飲まされる存在。

## 日本語訳
- 『ニールスのふしぎな旅』（上・下）矢崎源九郎訳、岩波少年文庫（岩波書店）、1980年
- 『ニルスのふしぎな旅』（全4巻） 香川鉄蔵、香川節訳、偕成社、 ISBN 4-03-651061-4 、1982年 - 完訳版
- 『ニルスのふしぎな旅』（上・下） 菱木晃子訳、ベッティール・リーベック画、福音館書店〈福音館古典童話シリーズ〉2007年

その他、抄訳や翻案が多数ある。

## アニメーション

### ソ連
1955年にソ連で中編のフルアニメーション映画、『Заколдованный мальчик, Zakoldovanyy malchik』が制作された。45分36秒。
冒頭の妖精に小さくされるまでのエピソードはかなり短く、BGMにあわせて歌い語りするミュージカルに準じたつくりである。ずるギツネ登場のエピソードは音楽も含めて非常に丁寧に描かれている。後に日本で制作されたテレビアニメでは採用されなかったエピソードに、ニルスが本の文字を読んで動物たちに内容を説明するものがある。そのシーンから連続するネズミを笛で誘うエピソードや、首都ストックホルムでいにしえの王様の銅像が動くエピソードなどが忠実に再現されている。結末はモルテンがニルスの両親の家に帰って来たところを母親が小屋に閉じ込めてしまい、ニルスがその小屋の鍵を外してモルテンを逃がす。それを見た妖精が直々にニルスをもとの大きさに戻すというものであり、両親が「ああ、モルテンは戻って来たのにニルスは相変わらず帰ってこない」と嘆いているところに、元に戻ったニルスが窓をノックする場面で締めくくられている。 en:The Enchanted Boy  

### 日本
1980年に日本でテレビアニメが制作・放送された。アニメーション制作はスタジオぴえろ。本放送は1話29分で全52話。学習研究社（のち学研ホールディングス）が制作し、NHK総合テレビで同年1月8日から1981年3月17日まで放送された。
本作の演出として参加した押井守は放送終了後、雑誌のインタビュー記事で本作が西ドイツとの合作作品として制作されたことを明かしている。ただし海外版では西ドイツ企業のアポロフィルムが明記されているが、日本版では学研単独での制作表記となっておりアポロフィルムの明記は一切行われなかった。
後にテレビ東京系列やUHF系列、さらにCSのファミリー劇場で再放送され、NHK衛星第二放送では本放送に準じたオリジナル版（1992年の衛星アニメ劇場での再放送）ならびに民放版（予告やエンディングが省かれたもの）の両方が放送された。2010年3月からキッズステーションで、2010年4月13日からBS12トゥエルビで、いずれも本放送に準じたオリジナル映像のデジタルリマスター版が放送された。
アイキャッチはセルアニメでなく人形の造形によるニルスとモルテンを映したものである（ハープのグリッサンドに合わせて照明が回転するが、人形は動かない）。民放局の放送では本編後にも3秒間エンドカードとして使われた。
NHKでの初回放送時に日立製作所がキャンペーンキャラクターとして使用している。テレビ版DVD BOXが2002年に発売された。劇場版のDVD、VHSも発売された。

#### 声の出演
- ニルス - 小山茉美
- キャロット - 山崎唯 ※アニメオリジナルキャラクターで人参色のハムスター。ニルスのペット
- モルテン - 安原義人
- アッカ - 寺島信子
- グンナー - 田中秀幸
- イングリット、ナレーション - 松島みのり
- グスタ - 千葉繁
- ラッセ - 緒方賢一
- スイリー - 松金よね子
- ダンフィン - 滝沢久美子
- ゴルゴ - 玄田哲章
- レックス - 富山敬
- ニルセン - 三輪勝恵、高坂真琴（第39話のみ）
- 妖精 - 槐柳二 ※日本版では「トムテ」という名が付いているが、これはフィンランド語で“妖精”
- エメリック - はせさん治 ※原作では「エルメンリーク」表記
- バタキ - 八代駿
- オーサ - 中野聖子
- マッツ - 横沢啓子
- オンドリ - 水鳥鉄夫
- マルタ - 丸山裕子
- メイローズ - 増岡弘
- チューリップ - 向井真理子
- ニルスの父 - 津嘉山正種
- ニルスの母 - 池田昌子

#### スタッフ
- 原作：セルマ・ラーゲルリョーブ[7]
- チーフディレクター：鳥海永行
- プロデューサー：神保まつえ、森島恒行、平井寛
- 企画：原正次、石川茂樹
- 作画監督：岡田敏靖
- 原画：岡田敏靖、高橋資祐、半田輝男、前田康成、田中亨、山崎隆生、他
- 動画チェック：上梨一也、藤田茂
- 仕上検査：小磯栄子、西香代子
- オープニングアニメ：羽根章悦
- エンディングアニメ：中村泰敏
- キャラクターデザイン、作画監督：岡田敏靖
- 作画監督補佐：道下有希子、宮川洸二
- 美術監督：中村光毅
- 撮影監督：都島雅義
- 録音監督：斯波重治
- 特殊効果：朝沼清良
- 色指定：内田千代子
- 音楽：チト河内
- 背景：デザインオフィスメカマン、プロダクションアイ
- 仕上：アートキャッツ
- 撮影：緒方プロダクション
- 編集：戸田礼子
- 現像：東京現像所
- 調整：桑原邦男
- 効果：イシダサウンド
- 録音制作：千代田プロダクション
- タイトルデザイン：杉澤英樹
- 制作デスク：伏川政明
- 製作担当：松本堯一
- 設定進行：木村房代
- 製作進行：久保真、神島功、阿部信雄
- アニメーション制作：スタジオぴえろ
- 製作：学研
- 企画・制作：NHK（※再放送はノンクレジット）

#### 主題歌
オープニングテーマ - 「ニルスのふしぎな旅」
作詞 - 奈良橋陽子、藤公之介 / 作曲 - タケカワユキヒデ / 歌 - 加橋かつみ
編曲 - チト河内（レコード・CDではクレジットされているが、オープニングと『みんなのうた』ではクレジットなし）
レコード用のフルコーラス版はオープニングで使用されたものとアレンジが異なっていた。
「みんなのうた」でも1980年2月 - 3月に放送されていた（アニメ本編と異なりステレオ放送だった）。
過去に「みんなのうた」ホームページ上では編曲者が小松崎純と表記されていたが、映像・音声発掘後に削除されている。
同番組のテレビでの映像も本編と同じスタジオぴえろが製作していた（ただしクレジットは作画監督の「岡田敏靖」）。また楽曲の音源についてはオープニングと異なり、フルコーラス版を短縮編集（2番をカット）したものだった。
本放送して5か月後の1980年8月 - 9月に再放送した後は、長期にわたり再放送はされず、NHKには映像が現存していなかったため、公式ホームページ「みんなのうた発掘プロジェクト」で、視聴者からの提供を呼びかけていた。そのため、2008年8月 - 9月にNHKラジオ第2放送の同番組で放送された際には、CD音源からフルコーラス版で放送し、尺の関係で残りの時間帯を放送予定の案内に充てていた。
後に視聴者および関係者によって映像や音声が発掘され、2014年6月7日と同年7月5日にNHK Eテレの「みんなのうたリクエスト」で放送。
音声については提供者の名前がクレジットされていた。
なお作曲担当の「タケカワユキヒデ」は、放送では「たけかわゆきひで」名義でクレジットされ、「みんなのうたリクエスト」でもこの名義でクレジットされていた。
エンディングテーマ - 「いつまでも友だち」
作詞 - 奈良橋陽子 / 作曲 - タケカワユキヒデ / 編曲 - チト河内 / 歌 - 加橋かつみ
挿入歌
「ワンダフルアドベンチャー」
作詞 - 奈良橋陽子 / 作曲 - タケカワユキヒデ / 歌 - 加橋かつみ
「ぼくはキャロット」
作詞 - 奈良橋陽子、山川啓介 / 作曲 - タケカワユキヒデ / 歌 - キャロット（山崎唯）
「腹ペコ・レックス」
作詞 - 奈良橋陽子、山川啓介 / 作曲 - タケカワユキヒデ / 歌 - レックス（富山敬）
「わたしは歌う（スイリーのテーマ）」
作詞 - 奈良橋陽子、山川啓介 / 作曲 - タケカワユキヒデ / 歌 - スイリー（松金よね子）
「わんぱくニルス」
作詞 - 奈良橋陽子、山川啓介 / 作曲 - タケカワユキヒデ / 歌 - 小山茉美
「The Song to Nils」
作詞 - 奈良橋陽子 / 作曲 - タケカワユキヒデ / 歌 - 加橋かつみ
「ニルスのふしぎな旅」の英詞版

#### 各話リスト
| 話数 | サブタイトル              | 脚本     | 演出                | 放映日         |
| ---- | ------------------------- | -------- | ------------------- | -------------- |
| 1    | わんぱくニルス            | 田口成光 | 鳥海永行            | 1980年 1月8日  |
| 2    | 小さくなったニルス        | 田口成光 | 布川ゆうじ          | 1月15日        |
| 3    | がちょうに乗って          | 田口成光 | 鳥海永行            | 1月22日        |
| 4    | 森のリスのSOS             | 田口成光 | 案納正美            | 1月29日        |
| 5    | モルテンの大ピンチ        | 田口成光 | 鳥海永行            | 2月5日         |
| 6    | 鳥の体力テスト            | 田口成光 | 押井守              | 2月12日        |
| 7    | ネズミの戦い              | 田口成光 | 案納正美            | 2月26日        |
| 8    | ツルの舞踏会              | 田口成光 | 鳥海永行            | 3月4日         |
| 9    | はらぺこニルス            | 田口成光 | 押井守              | 3月11日        |
| 10   | レックスの悪だくみ        | 田口成光 | 押井守              | 3月18日        |
| 11   | あるく銅像                | 田口成光 | 上梨みつお          | 3月25日        |
| 12   | モルテンの初恋            | 田口成光 | 高橋資祐 案納正美   | 4月1日         |
| 13   | 地獄谷の羊たち            | 田口成光 | 押井守              | 4月8日         |
| 14   | 月夜に浮かぶ幻の街        | 田口成光 | 高橋資祐 案納正美   | 4月15日        |
| 15   | 欲ばりカラスと金貨のつぼ  | 田口成光 | 案納正美            | 4月22日        |
| 16   | カラスのボスを決めろ      | 田口成光 | 案納正美            | 4月29日        |
| 17   | おとりにされた子ガモ      | 田口成光 | 押井守              | 5月6日         |
| 18   | 湖がなくなる              | 田口成光 | 押井守              | 5月27日        |
| 19   | あまえん坊の子ジカ        | 田口成光 | 上梨みつお 押井守   | 6月3日         |
| 20   | ヘビの仕かえし            | 田口成光 | 鳥海永行            | 6月10日        |
| 21   | お天気魔女のいたずら      | 田口成光 | 案納正美            | 6月17日        |
| 22   | 森を追われるふたごのクマ  | 田口成光 | 鳥海永行 高橋資祐   | 6月24日        |
| 23   | 大洪水 白鳥の湖           | 田口成光 | 押井守              | 7月1日         |
| 24   | くたばれレックス 番犬作戦 | 田口成光 | 押井守 上梨みつお   | 7月8日         |
| 25   | 空からの救えん隊          | 田口成光 | 上梨みつお          | 7月15日        |
| 26   | 嵐の日の出来事            | 田口成光 | 案納正美            | 7月22日        |
| 27   | モルテンの婚約            | 中原朗   | 押井守              | 8月5日         |
| 28   | 街角でうたうニルス        | 中原朗   | 伊藤幸松            | 8月19日        |
| 29   | 捕われのオオワシ          | 田口成光 | 案納正美            | 8月26日        |
| 30   | 焼きたてのパンの味        | 中原朗   | 上梨みつお 伊藤幸松 | 9月9日         |
| 31   | 森の妖怪                  | 田口成光 | 案納正美            | 9月16日        |
| 32   | 危いニルス 山火事だ       | 田口成光 | 押井守              | 9月30日        |
| 33   | 五羽のていさつ隊          | 田口成光 | 案納正美 伊藤幸松   | 10月7日        |
| 34   | 太陽と氷の精の戦い        | 中原朗   | 押井守 高橋資祐     | 10月14日       |
| 35   | 父をさがすガチョウ番の子  | 中原朗   | 案納正美            | 10月21日       |
| 36   | 鳥たちの恋                | 田口成光 | 押井守              | 11月4日        |
| 37   | しんまいパパのモルテン    | 田口成光 | 上梨みつお 伊藤幸松 | 11月11日       |
| 38   | 日が暮れないラプランド    | 田口成光 | 案納正美            | 11月25日       |
| 39   | あとを追わないでゴルゴ    | 中原朗   | 案納正美            | 12月2日        |
| 40   | オオカミのしゅうげき      | 中原朗   | 押井守              | 12月9日        |
| 41   | 湖の火まつり              | 中原朗   | 押井守              | 12月16日       |
| 42   | 森をつくった大男          | 田口成光 | 鳥海永行            | 12月23日       |
| 43   | ニルスの子守              | 田口成光 | 上梨みつお 押井守   | 1981年 1月13日 |
| 44   | 閉じこめられたバタキ      | 中原朗   | 高橋資祐 田代文夫   | 1月20日        |
| 45   | 満月のゆうれい屋敷        | 中原朗   | 案納正美            | 1月27日        |
| 46   | 銀いろに光る海            | 田口成光 | 押井守              | 2月3日         |
| 47   | 村まつりのよびもの        | 田口成光 | 上梨みつお 田代文夫 | 2月10日        |
| 48   | レックスの新しい旅立ち    | 田口成光 | 案納正美            | 2月17日        |
| 49   | 秘密を知ったニルス        | 田口成光 | 押井守              | 2月24日        |
| 50   | ガンのプレゼント          | 田口成光 | 案納正美            | 3月3日         |
| 51   | なつかしいわが家へ        | 田口成光 | 押井守 高橋資祐     | 3月10日        |
| 52   | さようならアッカ          | 田口成光 | 鳥海永行            | 3月17日        |

#### 放送時間
放送時間は当時娯楽枠となっていた総合テレビジョン・火曜日夜7時ニュース後の19:30から29分間を基本とした。終了後は『番組のおしらせ』1分間を挟み、『歌のビッグステージ』が放送された。
しかし放送期間中、日本憲政史上初の事件が大きな影響を与えた。時の内閣総理大臣・大平正芳の死の前後に第36回衆議院議員総選挙と、第12回参議院議員通常選挙が同じ6月22日投票で行われることになったのである。テレビジョン放送が完全にデジタル化されて以降、NHKでは選挙制度変更なども相まって、放送局がある都道府県に関係する選挙区の政見放送のみを行うことを基本としているが、アナログテレビジョン放送では実際の電波が届くエリアと都道府県域が必ずしも一致せず、関東では7都県全域が1エリアとなっていた。また、政見放送も早朝や深夜前半のみならず、ゴールデンタイムにも行われていた。
こうした事情から、選挙期間中は政見放送が優先され、『ニュースセンター9時』を休止せざるを得ないほど放送枠が足りない状況となり、第20回と第21回は放送時間を1時間繰り下げる措置が取られた。制作者の学研が自社の学習教材（○年の学習シリーズ）で取り上げるほどの子どもを対象とした番組でこのような事態は異例だった。さらに北九州など一部放送局では、エリアの関係上隣県の政見放送を放送しなければならない事情があったため、さらに時間が繰り下げられ、『NC9』代替ニュース放送後の21:15開始となる事態となった。

#### 劇場版
1982年に劇場版（オリジナル長編版）が製作されたが、完成した後も製作の学研の都合でビデオソフト、DVD化されたものの、長らく劇場公開されなかった（後述）。主題歌（Beautiful Melody）、挿入歌は劇場版オリジナルのものが使用された。2011年12月27日にNHK BSプレミアムで放送された。
制作から実に30余年の2015年1月、初の劇場上映（1月31日から2月6日まで、渋谷アップリンク）が実現した。

##### スタッフ
- 原作：セルマ･ラーゲルリョーブ
- 監督：鳥海永行、案納正美、押井守
- 脚本：田口成光
- 美術：中村光毅
- キャラクターデザイン：岡田敏靖

#### 日本以外での放送
スウェーデンではテレビアニメの一部のカットがスウェーデン政府観光局のCMにも使われた。この他にハンガリー、ドイツ、ベルギー、オランダ、フランス、スペイン、ポルトガル、ギリシャ、イスラエル、トルコ、フィンランドなど、世界中で放送された。
劇場版は最初ドイツで流通し、その後各国でもビデオやDVDとして流通している。フランスではテレビ版DVD BOXが2005年に発売された。
音楽は日本オリジナル版のチト河内のものではなく、チェコ出身でドイツの放送局ZDFに勤めていた作曲家カレル・スヴォボダがドイツ版のために作曲した音源を各国で使用した。各国ではキャロットはカロルCarol、レックスはスマイリーSmirreと呼ばれている。